# Raphaël Vogt
Raphaël Vogt (ur. 20 stycznia 1976 w Berlinie Zachodnim) – francusko–niemiecki aktor, lektor i zawodnik sztuk walki.
Vogt dorastał jako dwujęzyczny (niemiecki i francuski) i uczęszczał do francuskiego liceum w Berlinie. Kiedy w 1996 chciał rozpocząć praktykę jako stolarz, otrzymał ofertę od RTL na rzecz opery mydlanej Gute Zeiten, schlechte Zeiten. Dał się poznać szerszej publiczności w roli Nico Antona Weimershausa, którą grał od 1996 do 2005. Następnie można go było oglądać na różnych kanałach i w różnych produkcjach.
Trenuje boks tajski, kick boxing, mieszane sztuki walki i grappling, a w październiku 2013 zorganizował swoją pierwszą własną imprezę MMA w Berlinie, Roundhouse MMA.

## Filmografia
- 1996–2005: Gute Zeiten, schlechte Zeiten jako Nico Anton Weimershaus
- 2006–2007: Miłość puka do drzwi (Schmetterlinge im Bauch) jako Nils Heyden
- 2009: Nasz Charly (Unser Charly) jako Jan Reimer
- 2010: Kobra – oddział specjalny (Alarm für Cobra 11 – Die Autobahnpolizei) jako David Bender
- 2010: Górscy ratownicy (Die Bergwacht) jako Peter Bremer
- 2011: Górski lekarz ( Der Bergdoktor) jako Markus Ludwig
- 2018–2019: To, co najważniejsze (Alles was zählt) jako Daniel Wagner
- 2019: Krąg miłości (Familie Dr. Kleist) jako Richard Krajewski